# Philippe Torreton
Philippe Torreton (* 13. října 1965, Rouen, Francie) je francouzský herec. Je také politicky aktivní, bývalý radní 9. pařížského obvodu.

## Život

### Dětství
Narodil se v Rouenu (Seine-Maritime) matce učitelce a otci, pracujícímu na benzínce, Torreton vyrostl na předměstí Rouenu. Studoval ve škole Maryse-Bastié, poté na univerzitě Edouard-Branly, oblíbil si divadlo a díky učitelům mohl jeho talent růst, oblíbil si zvláště Géralda Désira. Studoval umění na Conservatoire national supérieur d'art dramatique v Paříži.

### Profesní život
Philippe Torreton vstoupil na scénu roku 1990 jako komediální herec.
Po rolích jako Scapin, Lorenzaccio, Hamlet, Jindřich V., Tartuffe nebo George Dandin, opustil komediální scénu roku 1999.
Roku 1996 získal ocenění za nejlepšího pařížského herce (Cena Gérarda Philipa).
V roce 1999 byl jmenován členem Řádu umění a literatury.
Torreton byl na turné v období 2005-2006 v roli Richarda III. ve stejnojmenné hře Williama Shakespeara v režii Philippa Calvaria.

### Soukromý život
Pátek 20. června 2008, Philip si vzal Elsu Torreton Boublil, novinářku a publicistku. Byli oddáni starostou 9. pařížského obvodu, Bertrandem Delanoëm.
Má dvě děti.

## Filmografie

### Film
- 1990: Dernier Regard krátký film, režie Philippe Condroyer
- 1991: La Neige et le Feu, režie Claude Pinoteau
- 1992: L.627, režie Bertrand Tavernier: Antoine
- 1993: Une nouvelle vie, režie Olivier Assayas: Fred
- 1994: Le petit qui attend le facteur, režie Anne-Marie Étienne
- 1994: L'Ange noir, režie Jean-Claude Brisseau, Christophe
- 1994: Oublie-moi, režie Noémie Lvovsky: Fabrice
- 1995: L'Appât, režie Bertrand Tavernier: policejní šéf
- 1996: Le Bel été 1914, režie Christian de Chalonge: Ernest Pailleron
- 1996: Kapitán Conan, režie Bertrand Tavernier: kapitán Conan
- 1998: Ça commence aujourd'hui, režie Bertrand Tavernier: Daniel Lefebvre
- 2000: Tôt ou tard, režie Anne-Marie Étienne: Éric
- 2000: Félix et Lola, režie Patrice Leconte: Félix
- 2001: Les Trois Théâtres krátký film, režie Emmanuel Bourdieu
- 2001: Les Vertiges de l'amour, režie Laurent Chouchan: Vincent
- 2002: Monsieur N., režie Antoine de Caunes: Napoleon Bonaparte
- 2003: Corps à corps, režie François Hanss: Marco Tisserand
- 2003: Dear Hunter, krátký film, režie Franck Saint-Cast: Grüber
- 2004: L'Équipier, režie Philippe Lioret: Yvon Le Guen
- 2005: Les Chevaliers du ciel, režie Gérard Pirès: Bertrand
- 2005: Le Grand Meaulnes, režie Jean-Daniel Verhaeghe: M. Seurel
- 2006: Jean de la Fontaine, le défi, režie Daniel Vigne: Jean-Baptiste Colbert
- 2008: Ulzhan, režie Volker Schlöndorff: Charles
- 2009: Okrsek 13: Ultimátum, režie Patrick Alessandrin: prezident
- 2011: Présumé coupable, režie Vincent Garenq: Alain Marécaux
- 2011: L'Ordre et la Morale, režie Mathieu Kassovitz: Christian Prouteau
- 2011: L'Art d'aimer, režie Emmanuel Mouret: hlas vypravěče
- 2012: Tous Cobayes ?, režie Jean-Paul Jaud: vypravěč
- 2013: L'Écume des jours, režie Michel Gondry: Jean-Sol Partre
- 2013: La Pièce manquante, režie Nicolas Birkenstock: André Mouton
- 2016: Les Enfants de la chance, režie Malik Chibane: doktor Daviel
- 2018: Les Bonnes intentions, režie Gilles Legrand: sám sebe
- 2019: Trois jours et une vie, režie Nicolas Boukhrief: doktor Dieulafoy
- 2019: Je ne rêve que de vous, režie Laurent Heynemann: Pierre Laval
- 2021: Simone, le voyage du siècle, režie Olivier Dahan: André Perdriau

### Televize
- 1993: Paroles d'acteurs de la Comédie-Française, režie Claude Mouriéras, dokumentární
- 1993: Un pull par dessus l'autre, režie Caroline Huppert, Emíliin otec
- 2004: Homo sapiens, režie Jacques Malaterre, komentář
- 2005: Jaurès, naissance d'un géant, režie Jean-Daniel Verhaeghe, Jean Jaurès
- 2005: Une famille dans la tourmente, režie Christophe Janin, bez hlasu
- 2005: Les Rois maudits, režie Josée Dayan, Robert z Artois
- 2006: Chez Maupassant : Deux amis, režie Gérard Jourd'hui, Morissot
- 2007: La vie sera belle, režie Edwin Baily, Raymond Bourcier
- 2007: The War (dokumentární), režie Ken Burns , řečník
- 2008: La Reine et le Cardinal, režie Marc Rivière, Jules Mazarin
- 2010: Le Temps de cerveau disponible (dokumentární), režie Jean-Robert Viallet, vypravěč
- 2010: Contes et nouvelles du XIXe siècle : On purge bébé, režie Gérard Jourd'hui, Bastien Follavoine
- 2010: Tempêtes, režie Dominique Baron, Marc Rivière a Michel Sibra, Patrick Cloaguen
- 2012: Titanic, la véritable histoire (dokumentární), vypravěč
- 2013: Crime d'état, režie Pierre Aknine
- 2014: Intime conviction, režie Rémy Burkel: Paul Villiers
- 2014: Été 44 (dokumentární), režie Patrick Rotman, vypravěč
- 2014: Qui a tué Jaurès ? (dokudrama), režie Philippe Tourancheau, Jean Jaurès
- 2014-2015: Frères d'armes, seriál, režie Rachid Bouchareb a Pascal Blanchard, Raphaël Élizé
- 2015: Stalingrad (dokument), režie Pascale Lamche a Daniel Khamdamov, vypravěč
- 2015: Flic tout simplement, režie Yves Rénier: velitel Cardella
- 2017: 1917, il était une fois la révolution (dokument), režie Bernard George, vypravěč
- 2017: Mystère au Louvre, režie Léa Faze : Thenard
- 2018: Mélancolie ouvrière, režie Gérard Mordilla : Auda
- 2019: Infidèle, režie Didier Le Pêcheur: Rodolphe
- 2021: De L'ombre à la lumière, režie Carine Loubeau: sám sebe (dokument)
- 2021: La Traque, režie Yves Rénier: Michel Fourniret
- 2021: France, le fabuleux voyage (dokument), režie Michael Pitiot
- 2022: Et la montagne fleurira, režie Éléonore Faucher: Sosthène
- 2022: Les Enfants des justes, režie Fabien Onteniente: doktor Dujarric

### Klip
- 2008: Videoklip k písni Repenti od Renan Luce

## Ceny a ocenění
- 1997: César pro nejlepšího herce za Capitaine Conan
- 1997: nominace César pro nejslibnějšího herce za Capitaine Conan
- 2000: nominace César pro nejlepšího herce za Ça commence aujourd'hui
- 2005: nominace César pro nejlepšího herce za L'Équipier
- 2012: nominace César pro nejlepšího herce za Présumé coupable
- 1998: nominace Molière du comédien za Les Fourberies de Scapin
- 2006: nominace Molière du comédien za Richard III.

- 2000: Lumière pro nejlepšího herce za Ça commence aujourd'hui
- Nejlepší zahraniční herec ve Španělsku za Ça commence aujourd'hui
- Cena za nejlepší tlumočení na festivalu v Saint-Jean-de-Luz za Tôt ou tard
- Nejlepší herec na Festival du film francophone d'Angoulême 2011 za Présumé coupable